# 1942

## Esdeveniments
Països Catalans
- 22 de gener - València: Es funda la Coral Polifònica Valentina.[1]
- Barcelona: es funda l'Esbart Dansaire de l'Orfeó Gracienc.[2]

Resta del món
- 20 de gener, Breslau, Tercer Reich: S'inaugura el Campionat europeu de boxa amateur on l'alemanya nazi intenta reproduir, a nivell de propaganda, el que havia assolit amb els Jocs Olímpics d'Estiu de 1936.
- 26 de gener, Bonn, Tercer Reich: El matemàtic Felix Hausdorff se suïcida juntament amb la seva dona i la seva cunyada abans de ser deportats a un camp de concentració per la seva condició de jueus.
- 10 de febrer, Estats Units: RCA Records atorga a Glenn Miller el primer disc d'or de la història per "Chattanooga Choo Choo".
- 3 de març, Veracruz: En un primer trajecte, el Nyassa arriba a Veracruz amb 136 republicans espanyols i catalans embarcats a Casablanca el 30 de gener.[3]
- 4 de juny, Comença la batalla de Midway amb un atac massiu de les forces imperials japoneses sobre l'Atol de Midway.[4]
- 18 de juny, Washington, EUA: el president Franklin D. Roosevelt autoritza que el Cos d'Enginyers de l'Exèrcit, sota la direcció del general Leslie R. Groves, tiri endavant el Projecte Manhattan per a la fabricació de la bomba atòmica.
- 19 d'agost, L'operació Jubilee, més coneguda com el Raid de Dieppe, va ser un assalt aliat al port de Dieppe, França, ocupat per Alemanya, durant la Segona Guerra Mundial. L'assalt principal va durar menys de sis hores fins que les fortes defenses alemanyes i la creixent pèrdues aliades van obligar els seus comandants a retirar-se.[5]
- 26 de novembre, Hollywood, Califòrnia, EUA: S'hi estrena la pel·lícula Casablanca.
- 1 d'abril, Kurdistan: S'inicia la publicació del setmanari polític Ronahi.
- Caracas, Veneçuela: es funda la Coral Catalana de Caracas.[6]

## Naixements
| M/d | Nom i llinatges          | Activitat | Origen  | M |
| --- | ------------------------ | --------- | ------- | - |
|     | Josep Sanvenancio Merino | pilotaire | riolenc |   |

- 5 de gener - Barcelonaː Terenci Moix, escriptor català.[7]
- 22 de gener - Girona (Gironès): Narcís Comadira, poeta, compositor i pintor català.
- 4 de febrer - Alcoi: Ovidi Montllor i Mengual, actor i cantant valencià (m. 1995).[8]
- 26 de febrer - Barcelona: Guillermina Motta cantautora catalana.[9]
- 28 de febrer - Algemesí, Ribera Alta: Bernat Adam Ferrero, compositor, director d'orquestra i musicòleg valencià (m. 2022).
- 9 de març - València: Manolo Valdés, pintor i escultor valencià.
- 13 de març - Vilanova i la Geltrú: Leonora Milà i Romeu, pianista i compositora catalana.[10]
- 15 de març - Barcelona: Montserrat Figueras. soprano catalana, especialitzada en música antiga.[11]
- 25 de març - Alcarràs, Segrià: Teresa Ribes i Utgé, professora i política catalana.[12]
- 7 d'abril - Londres, Anglaterra: Gabrielle Beaumont, escriptora i directora de cinema.[13]
- 28 d'abril - Castelló d'Empúries (Alt Empordà): Joan Alsina i Hurtós, capellà català, assassinat a Xile pel règim de Pinochet (m. 1973).[14]
- 15 de maig - Girona: Dolors Oller i Rovira, escriptora, crítica literària i professora de literatura catalana.[15]
- 19 de maig - Barcelona: Joaquima Alemany i Roca, advocada i política catalana, senadora i diputada.[16]
- 9 de juliol - Sabadell, Vallès Occidental: Matilde Gómez Murillo, atleta, corredora de fons i maratoniana catalana.[17]
- 27 de juliol - Barcelona: Eva Serra i Puig, historiadora i activista política catalana (m. 2018).[18]
- 15 de setembre - Palmaː Antonina Canyelles i Colom, poeta mallorquina.[19]
- 18 de setembre - Barcelona: Rosa Maria Subirana, historiadora de l'art catalana; ha estat directora del Museu Picasso.[20]
- 22 de setembre - Barcelona: Joana Escobedo i Abraham, escriptora, filòloga i bibliotecària catalana.[21]
- 15 de desembre - Santpedor: Anna Balletbò i Puig, periodista i política catalana.[22]
- Barcelona: Tomàs Chicharro i Manero, sindicalista.
- Barcelona: Joan Casas Ortínez, dissenyador.
- València: Jacobo Muñoz Veiga, filòsof (m. 2018).
- Barcelona: Toni Miserachs, dissenyadora gràfica catalana.[23]

Resta del món
- 6 de gener - Burgos: Rosa María Mateo Isasi, periodista espanyola.[24]
- 7 de gener, El Portús, Rosselló: Jocelyne Jocya, cantant i compositora francesa de parla catalana (m. 2003).[cal citació]
- 8 de gener - Oxford, Anglaterra: Stephen Hawking, físic i cosmòleg anglès.
- 11 de gener, Norfolk, Virgínia, Estats Units: Clarence Clemons, saxofonista nord-americà, membre de l'E Street Band (m. 2011).[25]
- 9 de febrer - Tientsin, (Xina): Feng Jicai (en xinès tradicional: 馮驥才; en xinès simplificat: 冯骥才; en pinyin: Féng Jìcái) artista i escriptor xinès, un dels representants de la "literatura de les cicatrius".[26]
- 13 de febrer - Yan'an, Shaanxi (Xina): Ling Li (xinès simplificat: 凌力; pinyin: Líng Lì) escriptora, cineasta i historiadora xinesa. Guanyadora del Premi Mao Dun de Literatura de l'any 1991 (m. 2018).[27]
- 24 de febrer - Calcuta, Índia: Gayatri Chakravorty Spivak, crítica literària i teòrica de la literatura, professora a la Universitat de Colúmbia.
- 25 de febrer - Berkeley, Califòrnia, EEUU: Karen Grassle, actriu estatunidenca, coneguda sobre tot pel seu paper de Caroline Ingalls.[28]
- 27 de febrer - Calvert City, Kentucky (EUA): Robert Howard Grubbs, químic nord-americà, Premi Nobel de Química de l'any 2005.
- 28 de febrer - Cheltenham, Anglaterra: Brian Jones, músic anglès.
- 6 de març - Moscou: Svetlana Gànnuixkina, matemàtica i activista pels drets humans russa.[29]
- 7 de març - Copenhaguen: Erik Clausen, actor, guionista i director de cinema danès.
- 17 de març - Wernigerode, Alemanya: Monika Wulf-Mathies, política sindicalista alemanya, fou Comissària Europea de Política Regional.[30]
- 25 de març - 
  - Memphis, EUA: Aretha Franklin, cantant estatunidenca, coneguda com la Reina del Soul.[31]
  - Timişoara, Romania: Ana Blandiana, poeta, assagista i figura política romanesa.[32]
- 27 de març - Cambridge (Anglaterra): John Edward Sulston, químic britànic, Premi Nobel de Medicina o Fisiologia de l'any 2002.(m. 2018)[33]
- 29 de març - Atlanta: Scott Wilson Actor estatunidenc (m. 2018).
- 2 d'abril - Târgu Ocna: Gabriela Adameșteanu, novel·lista, periodista, assagista i traductora romanesa.[34]
- 5 d'abril - Buenos Aires: Silvia Braslavsky, química, ha treballat en fotobiologia; especialista en fotooptoacústica experimental.[35]
- 6 d'abril - Baltimore, Maryland, EUA: Barry Levinson, guionista, director, actor i productor de cinema i televisió estatunidenc.
- 24 d'abril - 
  - Nova York, Estats Units: Barbra Streisand, cantant, actriu i directora de cinema nord-americana.[36]
  - Parma, Itàlia: Silvia Federici, escriptora, professora i activista del moviment autònom i del feminisme de tradició marxista.[37]
- 1 de maig, Xile: Carlos Remigio Cardoen Cornejo, empresari
- 2 de maig, Gant, Bèlgica: Jacques Rogge, president del Comitè Olímpic Internacional.[38]
- 3 de maig, Praga: Věra Čáslavská, gimnasta artística txeca, guanyadora d'onze medalles olímpiques (m. 2016).[39]
- 10 de maig, Anet (França): Pascal Lainé, escriptor i guionista francès, Premi Goncourt de l'any 1974.
- 11 de maig, Ciutat del Cap: Irene de Grècia, princesa de Grècia i de Dinamarca, filla del rei Pau I de Grècia i de la princesa Frederica.[40]
- 12 de maig - Billericay, (Anglaterra): Ian Dury, actor i cantautor anglès (m. 2000).[41]
- 24 de maig - Edimburg (Escòcia): Fraser Stoddart, químic escocès, Premi Nobel de Química de 2016.[42]
- 28 de maig - Des Moines, Iowa (EUA): Stanley Ben Prusiner, bioquímic i neuròleg nord-americà, Premi Nobel de Medicina o Fisiologia de l'any 1997.[43]
- 4 de juny - Chengdu, Sichuan (Xina): Liu Xinwu, escriptor xinès, Premi Mao Dun de Literatura de l'any 1985.[44]
- 12 de juny - Stuttgart (Alemanya): Bert Sakmann, metge alemany, Premi Nobel de Medicina o Fisiologia de l'any 1991.
- 14 de juny - Villaviciosa de Odón, Espanya: Roberto García-Calvo, jurista espanyol, magistrat conservador i espanyolista del Tribunal Constitucional.
- 16 de juny - Brescia, Itàlia: Giacomo Agostini, pilot de motociclisme de velocitat, és qui ha guanyat més títols mundials d'aquesta especialitat de la història.[45]
- 17 de juny - El Caire, Egipte: Mohamed al-Baradei, diplomàtic egipci, Premi Nobel de la Pau 2005.[46]
- 18 de juny:
  - Liverpool, (Anglaterra, Regne Unit): Paul McCartney, principal compositor de The Beatles.[47]
  - Mbewuleni, Unió Sud-africana: Thabo Mbeki, president de Sud-àfrica entre 1999 i 2008.[5]
  - Urbana, Illinois (EUA): Roger Ebert, crític de cinema, periodista i guionista estatunidenc (m. 2013)[48]
- 20 de juny:
  - Jiahe, Hunan (Xina): Gu Hua, escriptor xinès, Premi Mao Dun de Literatura de l'any 1982.[44]
  - Inglewood, Califòrnia, EUA: Brian Wilson, músic, cantant, compositor i productor musical nord-americà, líder i cofundador dels Beach Boys[49] (m. 2025).[50]
- 22 de juny - Aberdeen (Escòcia): J. Michael Kosterlitz, físic nord-americà d'origen escocès, Premi Nobel de Física de 2016.[51]
- 25 de juny - La Haia: Pat Andrea, artista neerlandès
- 27 de juny - Buenos Aires: Jérôme Savary, actor, director teatral, autor dramàtic, trompetista, expert en arts escèniques (m. 2013).[52]
- 28 de juny - Cofimvaba, Transkei: Chris Hani, polític, militar i activista anti-apartheid sud-africà (m. 1993).[53]
- 2 de juliol - Ciutat de Mèxic: Vicente Fox, president de Mèxic del 2000 al 2006.
- 10 de juliol - Detroit: Sixto Diaz Rodríguez, Cantautor estatunidenc (m. 2023).
- 18 de juliol - Bilbao: Asun Balzola, il·lustradora, escriptora i traductora espanyola de formació autodidacta (m. 2006).[54]
- 28 de juliol - Londres, Regne Unit: Meave Leakey, paleoantropòloga.[55]
- 30 de juliol, Gijón: Danny Daniel, cantant.
- 2 d'agost - Lima (Perú): Isabel Allende, escriptora.[56]
- 3 d'agost - Xi'an, Shaanxi (Xina): Chen Zhongshi, escriptor xinès, Premi Mao Dun de Literatura de 1997 (m. 2016).[57]
- 24 d'agost - Cleveland: Karen Uhlenbeck, matemàtica, primera guanyadora del Premi Abel de matemàtiques.[58]
- 29 d'agost - Madrid: Carmen Díez de Rivera Icaza, política i eurodiputada espanyola durant la transició (m. 1999).[59]
- 28 de setembre - Nova Jersey: Donna Leon, escriptora estatunidenca, autora de novel·la negra.[60]
- 4 d'octubre - Reykjavík: Jóhanna Sigurðardóttir, política que ha estat primera ministra d'Islàndia.[61]
- 20 d'octubre - Magdeburg, Saxònia-Anhalt (Alemanya): Christiane Nüsslein-Volhard, bioquímica i biòlega molecular, Premi Nobel de Medicina o Fisiologia de l'any 1995.[62]
- 21 d'octubre - Washington DC (EUA): Christopher A. Sims, economista estatunidenc, Premi Nobel d'Economia de l'any 2011.
- 23 d'octubre - Chicago: Michael Crichton, escriptor, guionista i productor de cinema nord-americà (m. 2008).
- 25 d'octubre - Novi Sad, Sèrbia, antiga Iugoslàvia: Katalin Ladik, artista sèrbia hongaresa.[63]
- 2 de novembre - St. Joseph, EUA: Shere Hite, sexòloga alemanya, autora de l'Informe Hite sobre sexualitat femenina.[64]
- 10 de novembre - Syracusa, Nova York (EUA): Robert F. Engle, economista nord-americà, Premi Nobel d'Economia de l'any 2003.
- 14 de novembre - Kazan: Natalia Gutman, violoncel·lista russa.[65]
- 15 de novembre - Buenos Aires, Argentina: Daniel Barenboim, pianista i director d'orquestra, d'origen jueu-rus.ç
- 20 de novembre - Scranton, Pennsilvània: Joe Biden, 46è president dels Estats Units.[66]
- 27 de novembre - Seattle, Washington: Jimi Hendrix, guitarrista nord-americà (m. 1970).
- 30 de novembre - Madrid: María Ángeles Durán Heras, sociòloga espanyola, puntal del feminisme acadèmic a Espanya.[67]
- 3 de desembre, Wuppertal: Alice Schwarzer, periodista i escriptora alemanya, figura històrica del feminisme alemany.[68]
- 30 de desembre: Janko Prunk, historiador eslovè.

## Necrològiques
Països Catalans
- 5 de gener - Ciutat de Mèxic: Tina Modotti, fotògrafa i revolucionària italiana (n. 1896).[69]
- 13 de gener - Barcelona: Amadeu Cuscó i Panadès, músic català (n. 1876).
- 21 de gener - Madrid: Jaume Girabau, polític comunista català, executat per la dictadura franquista.
- 3 d'abril - Buenos Aires: Irene Polo, periodista, publicista i representant teatral catalana.[70]
- 26 d'abril - Barcelona: Romà Forns i Saldaña, futbolista i entrenador de futbol català. (n. 1885 o 1886).
- 12 de març, Barcelona: Enric Morera i Viura, compositor català.[71]
- 27 de març - Arcueil, França: Juli González i Pellicer, pintor i escultor català (m. 1876).
- 28 de març, Alacant: Miguel Hernández Gilabert, poeta i dramaturg valencià (31 anys).[72]
- 24 de juliol - Paterna, Horta Oest: Joan Peiró i Belis, sindicalista anarquista, secretari general de la CNT en els anys 20 i ministre d'Indústria durant la II República (55 anys).
- 29 de desembre - Sant Quirze Safaja, Vallès Oriental: Màrius Torres, poeta català (32 anys).

Resta del món
- 6 de gener, La Sala, Occitània: Emma Calvé, soprano francesa de la Belle Époque (n. 1858).[73]
- 16 de gener - Table Rock Mountain, Estats Units: Carole Lombard, actriu estatunidenca (33 anys).[74]
- 22 de gener - Hong Kong (Xina): Xiao Hong, escriptora xinesa (n. 1911).[75]

- 26 de gener - Bonn, Tercer Reich: Felix Hausdorff, matemàtic (n. 1868).
- 22 de febrer - Petropolis, Brasil: Stefan Zweig, escriptor i pacifista austríac, en suïcidar-se amb la seva muller Lotte Zweig (60 anys).
- 7 de març - Chicago: Lucy Parsons, dirigent laboral anarquista nord-americana, una de les més influents del seu temps (n. 1853).[76]
- 12 de març - Londres, Regne Unit: William Henry Bragg, físic i químic anglès, Premi Nobel de Física de l'any 1915 (n. 1862).
- 15 de març - Larchmont, Nova York (EUA): Alexander Zemlinsky o Von Zemlinsky, compositor, director d'orquestra i professor austríac.(n. 1871).[77]
- 18 de març - Nova York, Estats Units d'Amèrica: Arthur Edward Stahlschmidt, escriptor i compositor.
- 17 d'abril - Nova York (EUA): Jean Baptiste Perrin, físic i químic francès, Premi Nobel de Física de 1926 (n. 1870).[78]
- 18 d'abril - Nova York: Gertrude Vanderbilt Whitney, escultora i filantropa nord-americana n. 1875).[79]
- 24 d'abril - 
  - Toronto (Canadà): L. M. Montgomery, escriptora canadenca (n. 1874).[80]
  - Madrid: Leonor Serrano, mestra i advocada, defensora dels drets de les dones (n. 1890).[81]
  - París: Camille du Gast, celebritat francesa, pionera de l'automobilisme femení (n. 1868).[82]
- 20 de maig - Nova York, EUA: Hector Guimard, arquitecte i decorador, principal de l'Art Nouveau a França (n. 1867).[83]
- 27 de maig - Jiangjin (Xina): Chen Duxiu —en xinès simplificat: 陈独秀, en xinès tradicional: 陳獨秀, en pinyin: Chén Dúxiù— un intel·lectual xinès. Va ser el fundador del Partit Comunista Xinès (n. 1879).[84]
- 20 de juliol - Parísː Germaine Dulac, directora de cinema, realitzadora, productora i guionista francesa (n. 1882).[85]
- 28 de juliol - Jerusalem, Sir William Matthew Flinders Petrie, habitualment conegut com a Flinders Petrie, fou un egiptòleg britànic (n. 1853).[86]
- 3 d'agost - Locarno, Suïssa: Richard Willstätter, químic alemany, Premi Nobel de Química de l'any 1915 (n. 1872).[87]
- 5 d'agost - San Francisco: Dorothea Klumpke, astrònoma estatunidenca (n. 1861).[88]
- 9 d'agost - Auschwitz: Edith Stein, filòsofa alemanya, santa i co-patrona d'Europa (n. 1891).[89]
- 12 d'agost - Rostov del Donː Sabina Spielrein, una de les primeres dones psicoanalistes, col·laboradora de Freud i Jung (n. 1885).[90]
- 16 de setembre - Saràtov, URSS: Maria Osten, periodista alemanya, corresponsal en la Guerra Civil Espanyola (m. 1908).[91]
- 17 de setembre - Gloucester, Massachusetts: Cecilia Beaux, pintora retratista de societat nord-americana (n. 1855).[92]
- 23 de novembre - Dublín, Irlanda: Peadar Kearney, escriptor, compositor i poeta irlandès (58 anys).
- 3 de desembre - Sant Amanç-Talenda, Alvèrnia: Blanca Selva i Henry, pianista, pedagoga, musicòloga, compositora (n. 1884).[93]
- Frédéric-Albert Le Rey, compositor francès.
- Jeanne Richomme, mezzosoprano francesa.
- Nàpols: Guido Gasperini, musicòleg